# عبد الله أمان
عبد الله أمان لاعب كرة قدم سعودي، يلعب في خط الوسط في نادي التهامي.

## مسيرة اللاعب
لعب في الفئات السنية في نادي اليرموك وانظم إلى شباب نادي الفيحاء في عام 2020 وبعدها لعب مع نادي التهامي.